# Antonia Alighieri
Antonia Alighieri (Florence, fin XIII début XIVe siècle - après 1371) est une religieuse fille de Dante Alighieri et Gemma Donati.

## Biographie
Fille de Dante Alighieri et Gemma Donati, Antonia a été probablement sœur sous le nom de suor Beatrice à Santo Stefano degli Ulivi à Ravenne.
Son personnage, mysterieux et discuté, est repris dans de nombreuses œuvres littéraires du XIXe siècle comme :
- Beatrice Alighieri d'Ifigenia Zauli Sajani (1853),
- Dante in Ravenna de Luigi Biondi (1837),
- Dante a Ravenna de Tito Mammoli (1883).

## Sources
- (it) Cet article est partiellement ou en totalité issu de l’article de Wikipédia en italien intitulé « Antonia Alighieri » (voir la liste des auteurs).